# Gabriela García
Gabriela García, née le 2 avril 1997 à Tunapuy au Venezuela, est une footballeuse internationale vénézuélienne. Elle évolue au poste d'attaquant au Deportivo La Corogne.

## Biographie
Avec les moins de 17 ans, elle participe à la Coupe du monde des moins de 17 ans en 2014. Elle se met en évidence en terminant co-meilleure buteuse du mondial, à égalité avec sa coéquipière Deyna Castellanos.
Avec l'équipe du Venezuela, elle participe à la Copa América féminine 2014 puis à la Copa América féminine 2018.